# Íris Bustamante
Íris Bustamante Pontes Filha (Fortaleza, 28 de abril de 1969) é uma atriz brasileira.

## Biografia
Nascida na cidade de Fortaleza - Ceará, filha de Raimundo Pontes Neto, militar da Marinha do Brasil e Iris Bustamante Pontes, cantora e compositora. Foi casada com o ator e cantor Evandro Mesquita, com quem tem uma filha Manuela Pontes de Mesquita.
Em 2004, atuou em Malhação.

## Filmografia

### Televisão
| Ano     | Título                             | Papel                            | Notas                                           |
| ------- | ---------------------------------- | -------------------------------- | ----------------------------------------------- |
| 1990    | A História de Ana Raio e Zé Trovão | Flor Violeta                     |                                                 |
| 1993    | Sex Appeal                         | Alice (amiga de Patrícia)        | Episódios: "2–3 de junho"                       |
| 1994    | Você Decide                        |                                  | Episódio: "A Última Chance"                     |
| 1994    | Você Decide                        | Lena                             | Episódio: "Tudo Pela Arte"                      |
| 1994    | Quatro por Quatro                  | Sílvia                           |                                                 |
| 1995    | A Idade da Loba                    | Marina                           |                                                 |
| 1996    | Malhação                           | Fernanda Lopes                   | Temporada 2                                     |
| 1996    | Anjo de Mim                        | Camila                           |                                                 |
| 1998    | Mulher                             | Vera Lúcia                       | Episódio: "Ética"                               |
| 1998    | Você Decide                        | Laura                            | Episódio: "Ato Covarde"                         |
| 1999    | Você Decide                        |                                  | Episódio: "O Marido Fantasma"                   |
| 1999    | Flora Encantada                    | Julie                            |                                                 |
| 1999    | Renato Aragão Especial             |                                  | Episódio: "Oliver & Didi"                       |
| 2000    | Você Decide                        | Cristina                         | Episódio: "Pré-datado"                          |
| 2000    | Você Decide                        | Episódio: "Aluga-se Uma Aliança" |                                                 |
| 2000–01 | Bambuluá                           | Stela Vasconcellos               | Temporadas 1–2                                  |
| 2004–05 | Malhação                           | Sabrina                          | Temporadas 11–12                                |
| 2006    | Linha Direta                       | Magna                            | Episódio: "O Bandido da Luz Vermelha"           |
| 2006    | Pé na Jaca                         | Tuca                             |                                                 |
| 2008    | Faça sua História                  | Sílvia                           | Episódio: "Em Nome dos Filhos"                  |
| 2008    | Casos e Acasos                     | Selma                            | Episódio: "A Blitz, o Presente e os Filhos"     |
| 2008    | Casos e Acasos                     | Carol                            | Episódio: "A Câmera Escondida, o Chá de Fralda" |
|         |                                    |                                  |                                                 |
|         |                                    |                                  |                                                 |

### Cinema
| Ano  | Título               | Papel             | Notas          |
| ---- | -------------------- | ----------------- | -------------- |
| 1998 | Uma Aventura do Zico | Carla             |                |
| 2002 | Como Ser Solteiro    | Eloísa (Elô)      |                |
| 2002 | Mais um Eterno Amor  | Paula             | Curta-metragem |
| 2004 | Um Show de Verão     | Vendedora da loja |                |

### Teatro
- Romeu e Julieta - dir. Moacyr Góes
- Eros uma vez - dir. Evandro Mesquita
- A Ira de Aquiles - dir. Hamilton Vaz Pereira
- Omelete - dir. Hamilton Vaz Pereira
- Desejos, basófias e Quedas - dir. Hamilton Vaz Pereira
- Senhorita Julie - dir. Marcos Afonso Braga
- A Serpente - dir. Alexandre Guimarães
- Farsa - dir. Luiz Arthur Nunes
- Bodas de Sangue - dir. Amir Haddad
- Covil das Moças Ruivas. Dir Hamilton Vaz Pereira  .
- Hamleto- Direção André  Abujamra. CIA OS F. PRIVILEGIADOS.